# Station Eidsberg
Station Eidsberg is een spoorwegstation in  Eidsberg in fylke Viken in Noorwegen. Het station, uit 1882, ligt aan de oostelijke tak van Østfoldbanen. Eidsberg wordt alleen bediend in de spits door stoptreinen van lijn L22 die na Mysen doorrijden naar Rakkestad